# Phil Hardy
Philippe George "Phil" 'Hardy (Scarborough, North Yorkshire, 7 d'abril de 1945 - Norfolk, 8 d'abril de 2014) va ser un periodista anglès de cinema i indústria musical.

## Vida i carrera
VVa estudiar a la Universitat de Sussex de 1964 a 1969. Va ser estudiant visitant a la Universitat de Califòrnia a Berkeley (1966-1967). A Sussex va ser membre del comitè d'estudiants.
Va treballar com a músic i guionista independent, escrivint per a Time Out, Variety i altres publicacions alhora. actuant com a consultor en temes de negoci musical per a organismes com el Greater London Enterprise Board i el Banc Mundial. El 1986 va viatjar a Eritrea, Etiòpia i Sudan per investigar i escriure el documental Food Trucks & Rock 'n' Roll sobre com es van gastar els diners recaptats per Band Aid a Àfrica. Va ser l'editor fundador de Music and Copyright, un butlletí quinzenal que ofereix notícies i anàlisis sobre la indústria musical internacional. El butlletí va ser comprat per Informa Media Group i el 2008 Hardy va marxar per publicar i editar el butlletí en línia www.theviewfromtheboundary.com Hardy va parlar i va contribuir sobre temes de drets d'autor en moltes conferències de negocis musicals.
Va escriure o editar diversos llibres sobre música i cinema, com ara "Samuel Fuller" (1970) i "The British Film Institute Companion to Crime" (1997). Va ser l'editor en cap i escriptor col·laborador de la sèrie The Aurum Film Encyclopedia que incloïa The Western (vol. 1, 1983) que va guanyar el BFI Book Award el 1984, Science Fiction'.  (vol. 2, 1984), Horror (vol. 3, 1984) i The Gangster Film (vol. 4, 1998). Amb Dave Laing, va editar The Encyclopedia of Rock (1975) i The Faber Companion to 20th Century Popular Music (1990). L'any 2012 va autopublicar Dire Straits, un relat dels 12 mercats musicals principals el 2010-2011, com a llibre Kindle. El seu relat dels darrers 20 anys de la indústria discogràfica, Download!: How Digital Destroyed the Record Industry, va ser publicat a principis de 2013 per Omnibus Press.Estava previst que es publiqués el maig de 2014 un llibre sobre l'edició de música i l'administració dels drets d'autor des de l'any 2000. En el moment de la seva mort, estava treballant en una història de la Universal Music Group, Building the World’s Largest Record Company. Amb Dave Laing, era copropietari d'una important biblioteca de fotos promocionalss de pop i estrelles del rock.
Hardy va morir inesperadament a Norfolk el 2014, als 69 anys.